# Станіслав Матцке
Станіслав Ма́тцке (пол. Matzke Stanisław; *27 березня 1870 — †10 жовтня 1949) — польський живописець, графік і педагог.

## Біографія
Народився 27 березня 1870 року у Кракові. Син живописця Францишека Матцке.
З 1890 по 1893 рік, а також з 1897 по 1898 — навчався в Краківській Школі образотворчого мистецтва (викладач — Яцек Мальчевський) та в Мюнхені.
Подорожував Італією, Іспанією, Африкою.
Працював викладачем малюнку у Вищих реальних школах Станиславова та Львова (від 1911 року).
З 1912 по 1914 рік видавав у Львові, а з 1922 по 1926 — у Варшаві (за власною редакцією та графічним оформленням) часопис «Kształt i Barwa» («Форма та колір»), присвячений мистецькій освіті.
Від 1928 року — викладав портретне малярство в майстерні Спілки польських художниць (пол. Związek Artystek Polskich) у Львові.
У 1938 році заснував мистецьке об'єднання «Львівський союз незалежних художників-пластиків».
Член Спілки Художників УРСР (1940).

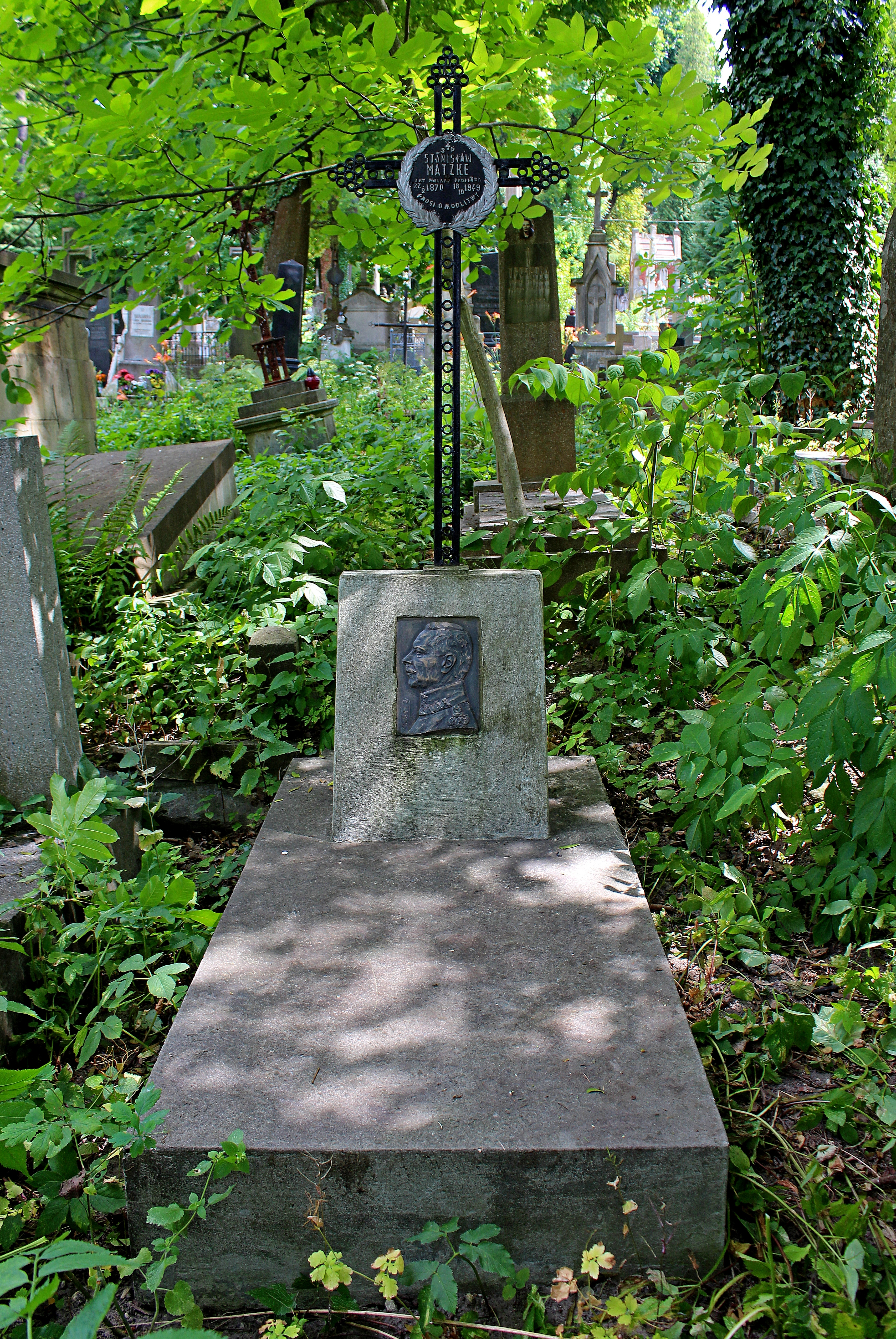
Могила Матцке на Личаківському цвинтарі
2015

Помер 10 жовтня 1949 року у Львові, похований на полі № 2 Личаківського цвинтаря (на надгробку — бронзовий барельєф з автопортретом).

## Творчість
Малював переважно імпресіоністичні краєвиди, краєвиди Львова та Львівщини, враження від подорожей Північною Африкою та Іспанією (1928–1930), а також фігурні композиції у стилях сецесії та імпресіонізму, портрети, зображення тварин і птахів, натюрморти, декоративні релігійні картини, стилізовані у візантійській манері.
Надавав перевагу техніці темпери, створював малюнки крейдами та вугіллям.
Учасник львівських виставок від 1909 року. Персональні — у Львові (1925, 1927, 1929, 1933–1934).
У 1913 році спроектував шкільну парту нового типу для залів навчального малюнку.
Автор підручників із власними ілюстраціями.
У низці польськомовних туристично-краєзнчих путівників описав власні враження від західно-європейських країн.
Твори зберігаються у Львівській галереї мистецтв та в музеях Польщі.

## Вибрані картини
- «Італійська селянка» (1899)

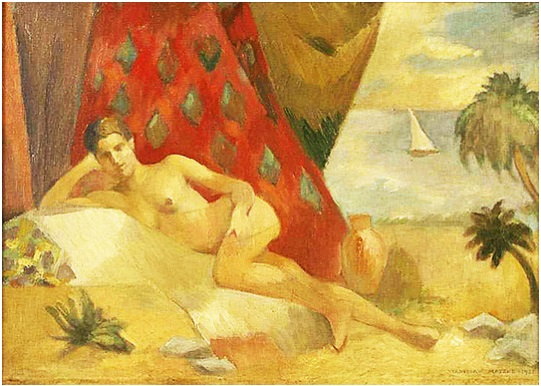
«Після купання»
1931, полотно, олія

- «Орнаментальний мотив у японському дусі», «Какаду» (обидві — 1909)
- «Чоловічий портрет», «Жінка, яка читає» (обидві — 1911)
- «Профіль Лаури», «Аскет», «Півень», «Голуб» (усі — 1912)
- «Лісова ідилія» (декоративне панно, 1912)
- «Японський букет», «Пейзаж» (обидві — 1913)
- «Над книгою» (1914)
- «Дружина» (1924)
- «Автопортрет» (1925; 1928)
- «Селянка» (1929)
- «Львів восени», «Краєвид із Майорки» (обидві — 1930)
- «Єврейські квартали у Городку», «Після купання» (обидві — 1931)
- «Пейзаж із Завадова», «Дама перед дзеркалом» (обидві — 1934)
- «Моя кімната» (1935)
- «Жінка у траурі» (1936)